# Umfredo I di Toron
Umfredo I di Toron (... – 1136 circa) fu signore di Toron da prima del 1109 fino al 1136 circa.
Appare per la prima volta nel 1115 come vassallo di Joscelin de Courtenay, principe di Tiberiade.
Il castello di Toron fu costruito da Ugo di Saint Omer, secondo principe di Galilea, negli anni successivi al 1105,
dopo la morte di Ugo divenne una signoria indipendente che, prima del 1109, fu assegnata ad Umfredo.
Dopo di lui il castello e la signoria passarono a suo figlio Umfredo II, della cui madre non si conosce il nome.
Umfredo fu certo uno dei Normanni provenienti dall'Italia che presero parte alla Prima crociata. Forse era figlio di Ermanno d'Altavilla .